# Гју-Вин (Алабама)
Гју-Вин (енгл. Gu-Win) град је у америчкој савезној држави Алабама. По попису становништва из 2010. у њему је живело 176 становника.

## Демографија
Према попису становништва из 2010. у граду је живело 176 становника, што је 28 (13,7%) становника мање него 2000. године.
| Група             | 2000.       | 2010.       |
| Белци             | 198 (97,1%) | 149 (84,7%) |
| Афроамериканци    | 0 (0,0%)    | 9 (5,1%)    |
| Азијати           | 0 (0,0%)    | 0 (0,0%)    |
| Хиспаноамериканци | 6 (2,9%)    | 7 (4,0%)    |
| Укупно            | 204         | 176         |